# Radio 2M
Radio 2M est une station de radio marocaine apparue sur les ondes en janvier 2004. De format musical, elle tend à devenir généraliste.                        

Ancien logo de Radio 2M

## Fréquences
Quelques fréquences en FM : 
- Casablanca : 93,1 MHz
- Rabat : 93,5 MHz
- Tanger : 93,3 MHz
- Goulmima : 93,2 MHz
- Oujda : 93,5 MHz
- Marrakech : 93,8 MHz
- Agadir : 93,1 MHz